# Авелар
Авелар (порт. Avelar) — район (фрегезия) в Португалии, входит в округ Лейрия. Является составной частью муниципалитета Ансьян. По старому административному делению входил в провинцию Бейра-Литорал. Входит в экономико-статистический субрегион Пиньял-Интериор-Норте, который входит в Центральный регион. Население составляет 2089 человек на 2001 год. Занимает площадь 8,48 км².
Покровителем района считается Святой Дух (порт. Espírito Santo). 